# Auby-sur-Semois
Ne doit pas être confondu avec Auby.
Auby-sur-Semois (en wallon Aubî) est une section de la Ville belge de Bertrix, située en Région wallonne, dans la province de Luxembourg.
C'était une commune à part entière avant la fusion des communes de 1977.
Auby fut érigée en commune par séparation de Cugnon le 30 juillet 1899.

## Étymologie
893 Albieg, Albiegas
Propriétés de (suffixe -iacas) Albo, anthroponyme germanique, ou Albius, anthroponyme gallo-romain, sur la Semois.

## Démographie
Source: INS recensements population